# ۱۳۵۲ (میلادی)
۱۳۵۲ (میلادی) هزار و سیصد و پنجاه و دومین سال تقویم میلادی است.

## درگذشتگان
- ۶ دسامبر – کلمنت ششم، کشیش فرانسوی (ز. ۱۲۹۱)